# 북극광 파이프라인

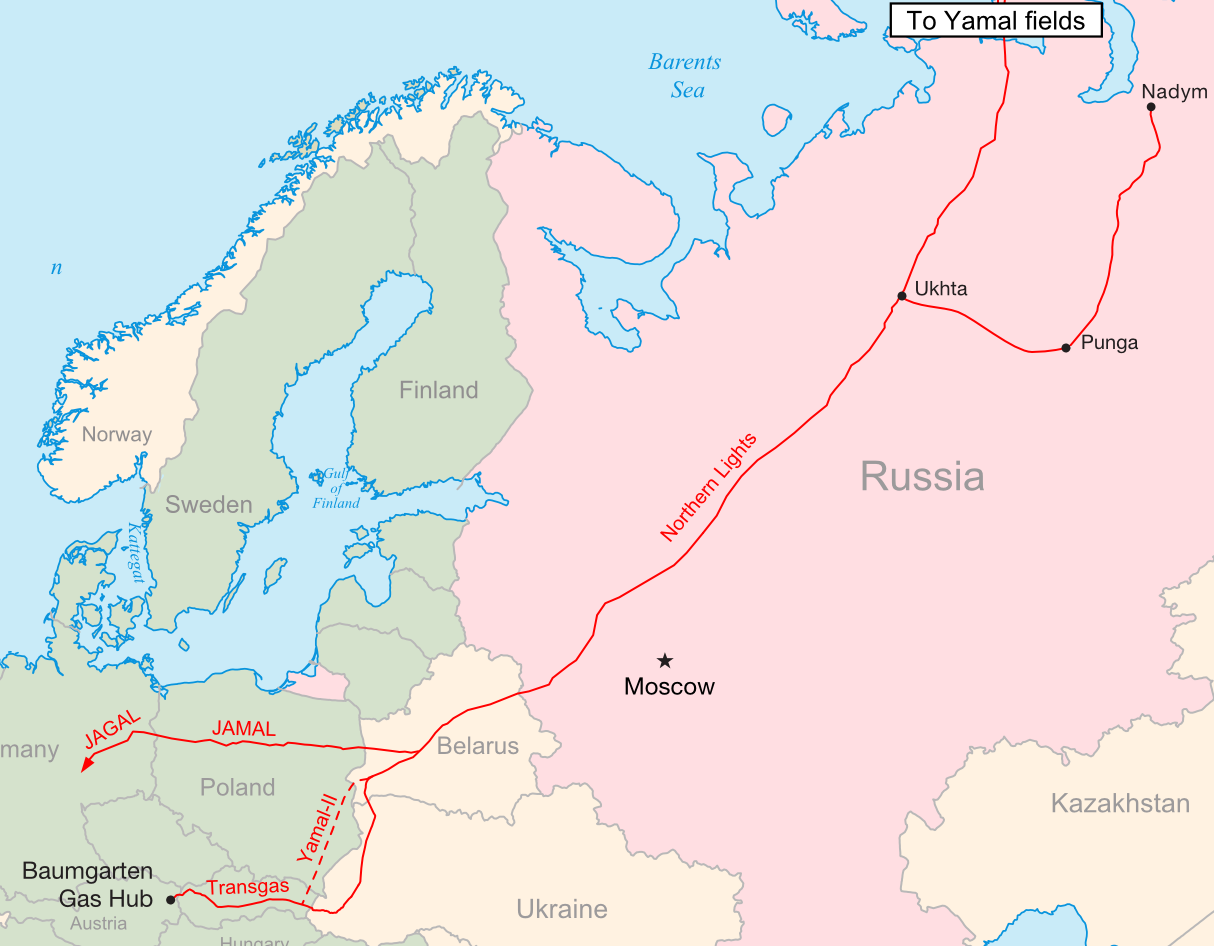
북극광 파이프라인의 위치.

북극광(러시아어: Сияние северa)은 러시아와 벨라루스를 지나는 천연가스 파이프라인 시스템으로, 러시아 서북부와 유럽에 가스를 공급하는 주요 파이프라인이다.

## 역사
북극광 파이프라인은 1960년대부터 1980년대까지 소련에서 건설하였다. 북틸-우흐타-그랴조베츠-토르조크 구간은 1967년 공사를 시작하여 1969년 완공하였다. 1974년에는 파이프라인이 민스크로 연장되었다. 두 번째 간선 파이프는 1970년대, 세 번째 간선 파이프는 1985년에 지어졌다. 기존 파이프라인은 북틸 가스원에 연결되어 있었지만, 이후 우렌고이 가스원까지 연결되었다.

## 기술적 설명

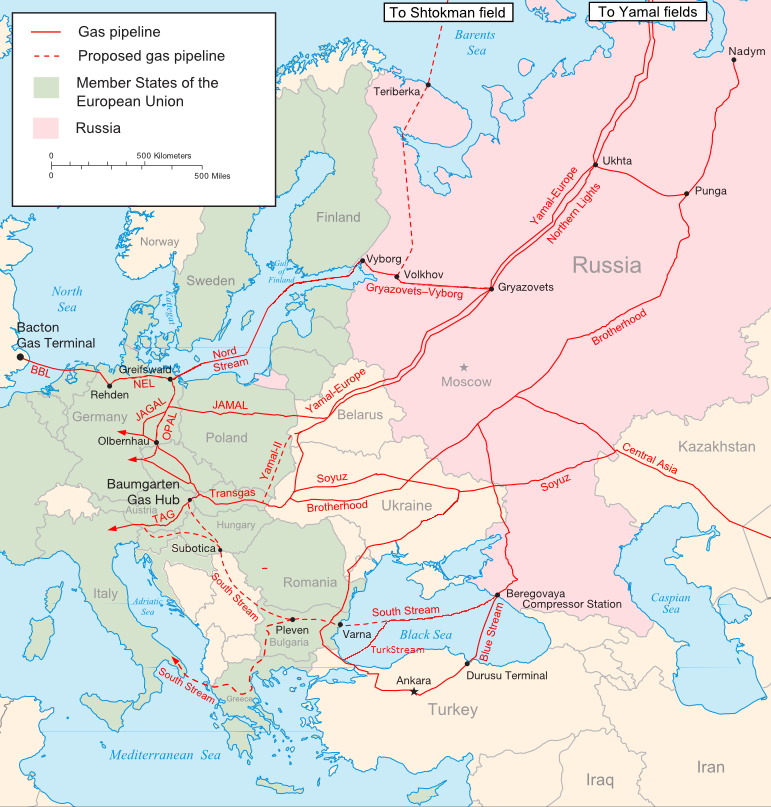
러시아에서 유럽으로 가는 가스 파이프라인.

북극광 파이프라인의 길이는 총 7377 km로, 이 정 2500 km가 러시아산 가스를 유럽으로 수출하는 데 쓰인다. 파이프라인은 우렌고이부터 북틸, 우흐타, 그랴조베츠, 토르조크, 스몰렌스크를 지나, 벨라루스의 민스크에서 갈라져 폴란드, 리투아니아, 우크라이나로 향한다. 이후 지어진 야말-유럽 파이프라인의 일부 구간이 북극광 파이프라인과 평행하게 지나간다. 그랴조베츠에서 상트페테르부르크와 비보르크로 향하는 지선은 상트페테르부르크 지역과 핀란드에 가스를 공급한다. 이 지선에는 그랴조베츠-비보르크 파이프라인이 추가되어 노르트스트림에 가스를 공급할 예정이다. 토르조크에서는 북극광 파이프라인과 모스크바-상트페테르부르크 파이프라인이 만나, 에스토니아와 라트비아로 향한다. 민스크-빌뉴스-칼리닌그라드 지선은 리투아니아와 칼리닌그라드주에, 이바체비치-돌리나 지선은 우크라이나에, 코브린-브레스트-바르샤바 지선은 폴란드에 가스를 공급한다.
토르조크에서 서쪽으로 향하는 파이프라인에는 간선 파이프 다섯 개가 있다.
| 경로                                            | 길이   | 파이프 개수 | 수송량      | 지름    | 건설 연도 |
| ----------------------------------------------- | ------ | ----------- | ----------- | ------- | --------- |
| 토르조크-민스크-이바체비치                      | 454 km | 3           | 45 bcm/year | 1200 mm | 1975–1983 |
| 이바체비치-돌리나 (우크라이나 방면)             | 146 km | 2           |             | 1220 mm | 1976/1981 |
| 코브린-브레스트-바르샤바 (폴란드 방면)          | 87 km  | 1           |             | 1020 mm | 1985      |
| 민스크-빌뉴스 (칼리닌그라드 및 리투아니아 방면) | 196 km | 1           |             | 1220 mm | 1988      |
| 토르조크-돌리나 (우크라이나 방면)               | 364 km | 1           |             | 1420 mm | 1994      |
| 출처:                                           |        |             |             |         |           |

북극광 파이프라인에는 펌프 시설 6곳이 설치되어 있다. 기술적인 수송량 한계는 연당 510억 세제곱미터(bcm)이지만, 파이프의 노후화로 인해 실제 최대치는 460억~480억 세제곱미터로 추정된다. 2007년 기준 가스 총 390억 세제곱미터가 수송되었으며, 이 중 206억 세제곱미터는 벨라루스 국내에서 사용하였으며, 184억 세제곱미터는 유럽으로 수송되었다.

## 소유자
러시아 부분 파이프라인은 러시아 통합 파이프라인 시스템의 일환으로 가스프롬이 관리하고 있다. 벨라루스 부분은 소련 해체 이후 벨라루스의 소유가 되었으며, 현재 벨트랜스가스가 소유하고 있다.